# Ali Reza Ghesghayan
Ali Reza Ghesghayan (persan : علی‌رضا قشقاییان), né le 27 février 1954 en Iran, est un joueur de football international iranien, qui évoluait au poste de défenseur.

## Biographie

### Carrière en équipe nationale
Avec l'équipe d'Iran, il joue 5 matchs, sans inscrire de but, entre 1975 et 1978.
Il figure dans le groupe des sélectionnés lors de la Coupe du monde de 1978.